# 中山七里 (橋幸夫の曲)
「中山七里」（なかやましちり）は、1962年5月20日にビクターレコードより発売された橋幸夫の22枚目のシングルである（VS-718）。

## 概要
- 橋の3枚めのシングル「おけさ唄えば」の映画化で、橋が市川雷蔵と共演したことで、その後雷蔵と大映側から、雷蔵が主演する映画の「主題歌を歌って欲しい」と、橋陣営に依頼されるようになった[1]。
- 雷蔵は、一回り若い橋が気に入って、橋と共演する場合には撮影の世話を焼いたりと、親密な関係となっていた[2]とされる。
- 橋の10枚目のシングル「沓掛時次郎」も、大映側からの依頼に基づくものであり、本作「中山七里」同様であった。
- 作詞、作曲は橋の恩師である佐伯孝夫と吉田正、映画「中山七里」原作は、長谷川伸の戯曲で、佐伯孝夫得意の「木曽もの」に属する股旅物となっている。
- 吉田正は、本作について、「僕の股旅調の中で一番好き」と述べている[3]、当時の橋は、毎年シングルを10数枚リリースして、ことごとくヒットさせていたから、多くのヒット曲の中の1曲になってしまい「ないがしろにされている」[3]とまで述べている。
- 楽曲の振付は、花柳啓之である。
- c/wの「雲と三度笠」も佐伯、吉田の制作で、同じく映画「中山七里」の主題歌だが、曲調については、「カントリー＆ウェスタン」調で、これは雷蔵からの注文であった[4]。

## 収録曲
1. 中山七里
作詞：佐伯孝夫、作・編曲：吉田正
2. 雲と三度笠
作詞：佐伯孝夫、作・編曲：吉田正

## 共演
- 静子（三味線）〜市丸妹〜
- 豊寿（三味線）

## 収録アルバム
- 『股旅演歌ベスト＜潮来笠から子連れ狼まで＞』（1986年5月21日）　VDR-1195
- 『＜BEST ONE＞』（1996年10月23日）VICL-816
- 『＜TWIN BEST＞』（1998年11月6日）VICL-41033〜4
- 『元祖、股旅ここにあり！』（2001年11月21日） VICL-60817
- 『橋幸夫ベスト〜踊り唄〜』（2008.11.19）VICL-63156

その他、多くのベスト版に収録されている。